# A nagy hullarablás
A nagy hullarablás (Grand theft Parsons) 2003-as amerikai drámai vígjáték. A film igaz történetet dolgoz fel.

## Cselekmény
Gram Parsons country-rock énekes kábítószer-túladagolásban meghalt 1973-ban. Menedzserével, Phil Kaufman-nal ígéretet tettek egymásnak: ha valamelyikük meghal, a másik elviszi a holttestét a kaliforniai Joshua Tree Nemzeti Park közelében lévő sivatagba, és elhamvasztja hogy "szabadon engedje a lelkét". Phil Kaufman felfogadja sofőrnek Larry Oster-Berg-et, a drogos hippit, akinek van egy átfestett hullaszállító autója. Kaufman csellel ellopja Gram Parsons holttestét, és mit sem sejtő társával nekivág a sivatagnak hogy betartsa ígéretét. Nyomukban a rendőrség, Gram Parsons pénzhajhász exbarátnője, Kaufman barátnője, és Gram Parsons apja, aki vissza akarja szerezni fia holttestét, hogy méltóképp eltemethesse.

## Szereplők
| Szereplő               | Színész             | Magyar hang     |
| ---------------------- | ------------------- | --------------- |
| Phil Kaufman           | Johnny Knoxville    | Czvetkó Sándor  |
| Larry Oster-Berg/Hippi | Michael Shannon     | Király Attila   |
| Barbara                | Christina Applegate | Zsigmond Tamara |
| Susie                  | Marley Shelton      | Kardos Eszter   |
| Steve Parsons          | Robert Forster      | Orosz István    |
| Gram Parsons           | Gabriel Macht       |                 |